# Humboldt-Gymnasium Vaterstetten
Das Humboldt-Gymnasium Vaterstetten (kurz: HGV) ist ein 1970 gegründetes Gymnasium in Baldham, einem Ortsteil von Vaterstetten, bei München.
Im Schuljahr 2023/2024 besuchten das Gymnasium 1574 Schüler, die von 112 hauptamtlichen Lehrkräften unterrichtet wurden. Schulleiterin ist seit dem Schuljahr 2024/2025 Sabine Schwaiger.

## Geschichte
Am 13. April 1970 wurde das „Gymnasium Vaterstetten“ offiziell gegründet, doch fand der Unterricht in den Schuljahren 1970/71 und 1971/72 zunächst in den Räumen der Volksschule an der Gluckstraße in Baldham statt, da der Bau des Gymnasiums erst im Mai 1971 begann. Erst im Schuljahr 1972/73 startete der Betrieb im neuen Schulgebäude.
In den 1970er Jahren stiegen die Schülerzahlen rasch an und erreichten ihren vorläufigen Höhepunkt im Schuljahr 1979/80 mit 1742 Schülern, damals Bayerns zweitgrößtes Gymnasium. Damit kam die Schule an ihre Kapazitätsgrenzen und errichtete 1978 einen provisorischen Container-Erweiterungsbau.
Der Bau eines vierten Gymnasiums im Landkreis in Kirchseeon zur Entlastung der Vaterstettener Schule wurde 1980 vom Ebersberger Kreistag empfohlen, doch aufgrund sinkender Schülerzahlen – auch durch die Eröffnung der Realschule Vaterstetten im Schuljahr 1980/81 bedingt – wieder verworfen; erst 2008 wurde schließlich das Gymnasium Kirchseeon eröffnet.
In die Amtszeit von Peer Frieß in den 2000er Jahren fielen einige wegweisende Veränderungen an der Schule, wie z. B. die 2005 erfolgte Umbenennung in „Humboldt-Gymnasium Vaterstetten“, die Gründung der Stiftung Eliteförderung (2003), die Einrichtung der Baumpflanzaktion der fünften Klassen sowie die Planung und Fertigstellung des Anbaus 2007.
Im Juni 2016 wurde die Planung eines zweiten Erweiterungsbaus beschlossen. Dabei sollen eine Mehrzweckhalle sowie weitere Klassen- und Fachräume gebaut werden, um die in Container ausgelagerten Klassenzimmer zu ersetzen. Baubeginn war 2020, die Fertigstellung erfolgte zum Schuljahr 2024/2025.

### Schulleiter
| Schulleiter      | Schuljahre          |
| ---------------- | ------------------- |
| Georg Winklhofer | 1970/71 bis 1976/77 |
| Günter Odersky   | 1977/78 bis 1990/91 |
| Helmut Baier     | 1991/92 bis 2001/02 |
| Peer Frieß       | 2002/03 bis 2007/08 |
| Rüdiger Modell   | 2008/09 bis 2023/24 |
| Sabine Schwaiger | seit 2024/25        |

## Gebäude

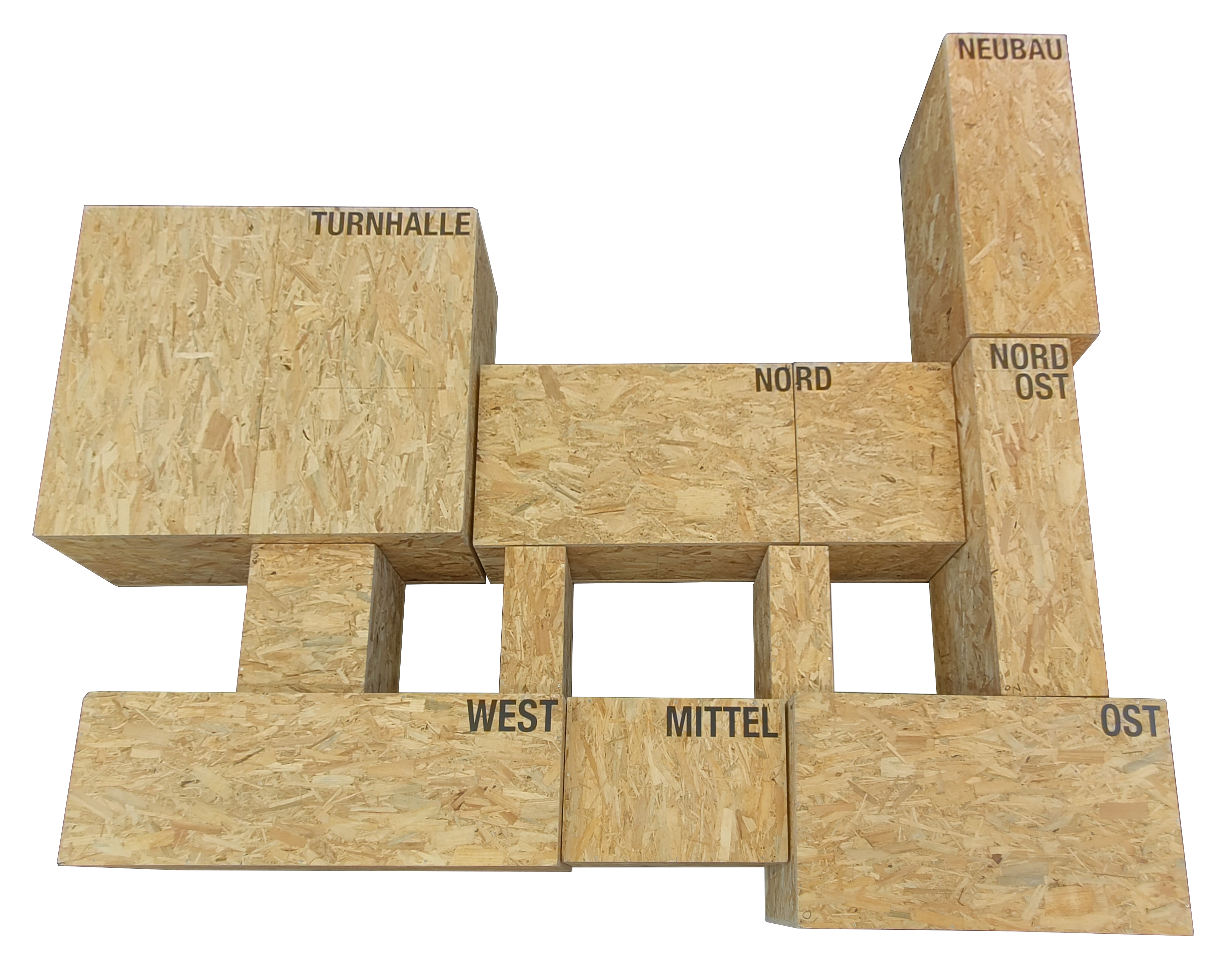
Vereinfachtes Modell, anlässlich der Einweihung des Anbaus am 13. Mai 2025

Das Gebäude ist untergliedert in einen Mittel-, West-, Ost-, Nord-, Nord-Ost- und Rossini-Trakt. Der Nord-Ost-Trakt wurde im Jahr 2007 eröffnet, der nördlich davon gelegene Rossini-Trakt im Jahr 2024. Die meisten Klassenzimmer sind im West- und Osttrakt verortet, im Osttrakt sind diese rund um das Atrium angeordnet. Im Nord- und Nord-Ost-Trakt sind vorrangig Fachräume zu finden. In dem neuen Rossini-Trakt sind sowohl Klassen- als auch Fachräume für 400 Schüler sowie ein großer Veranstaltungssaal mit Bühne für 600 Personen untergebracht. Eingangshalle, Sekretariat, Lehrerzimmer und Büros befinden sich im Mitteltrakt.
Zudem verfügt das Gymnasium über eine Mensa, eine Schulküche, eine Bibliothek, ein Sanitätszimmer, mehrere Computerräume, einen Medienraum mit Fotolabor und Räumlichkeiten für die offene Ganztagesschule. Direkt angeschlossen ist eine Dreifachturnhalle mit Tribüne.
Mit dem 2007 fertiggestellten Anbau verfügte das Gebäude erstmals über einen Aufzug. Jedoch sind einige Gebäudeteile um ein halbes Stockwerk höhenversetzt, weshalb der Großteil der Schule für Rollstuhlfahrer nicht erreichbar blieb. Erst als eine Rollstuhlfahrerin einige Jahre an der Schule war, wurde 2015 ein weiterer Aufzug an den Altbau angesetzt, um das Atrium, den Sekretariatsgang sowie einige Fach- und Klassenräume erreichbar zu machen. Weiterhin nicht barrierefrei sind jedoch das Lehrerzimmer, der Oberstufengang, die Turnhallentribüne sowie der Großteil der Klassenräume (z. B. der gesamte Westtrakt).

## Angebote
Es kann zwischen einem naturwissenschaftlich-technologischen und einem sprachlichen Zweig gewählt werden. Insgesamt werden als Fremdsprachen Englisch, Latein, Französisch, Spanisch und Italienisch angeboten, sowie als Wahlfach Chinesisch. Außerdem können in Zusatzkursen Sprachzertifikate für Englisch (z. B. das Cambridge Certificate) oder Französisch (DELF) erworben werden.
Es werden eine Reihe an Wahlfächern und Arbeitsgruppen angeboten, darunter ein Orchester, ein Unter-, Mittel- und Oberstufenchor, eine Schülerzeitung, ein Astronomiekurs und ein Arbeitskreis zur Schulhomepage.
Außerdem verfügt das Gymnasium über mehrere Theatergruppen, welche schon mehrfach bei den Theatertagen der Bayerischen Gymnasien teilgenommen haben. Im Juli 2019 war das Humboldt-Gymnasium selbst Gastgeber der 63. Theatertage.
Es gibt zwei Ganztagsangebote: Die offene Ganztagsschule (OGTS, seit 2010), bei der Schüler nach dem regulären Unterricht mit speziellen Angeboten betreut werden, sowie Ganztagesklassen, die jeden Tag Nachmittagsunterricht mit Intensivierungsstunden besuchen.
Seit 2005 gibt es einen Schüleraustausch mit der Jiading High School 2 in Shanghai, der bis heute fortgeführt wird. Zudem findet jedes Jahr ein Austausch mit einer Schule ist in Aix-en-Provence, Frankreich statt. Kurzzeitig fand der Austausch mit Carpentras statt. Einen weiteren Frankreichaustausch gibt es über die Stiftung Eliteförderung mit Argentan. Alle 2 Jahre gibt es einen Austausch mit einer Schule in Belfast (Nordirland). Außerdem können die Schüler an einem Italienaustausch mit Genua teilnehmen.

## Stiftung Eliteförderung
Die vom Baldhamer Ehepaar Danièlle und Dr. Franzjosef Höfler gegründete Stiftung Eliteförderung fördert seit 2003 besondere Leistungen der Schüler des Humboldt-Gymnasiums in den Schulfächern Deutsch und Französisch. Zu jedem Schuljahresende werden Preise in Höhe von etwa 20.000 € vergeben. Schüler der Unterstufe erhalten Buchpreise, Schüler der Mittelstufe eine Stiftungsreise (im Fach Französisch als Austausch mit einer Schule im französischen Argentan bzw. in Deutsch als Kulturreise im deutschsprachigen Raum, z. B. nach Weimar oder Wien), die Schüler der Oberstufe erhalten Geldpreise für Weiterbildungsmaßnahmen.

## Mitgliedschaften und Auszeichnungen
- Referenzgymnasium der TU München[13]
- MINT-EC-Schule[14]
- Umweltschule in Europa
- Junior-Ingenieur-Akademie der Deutschen Telekom-Stiftung
- Teilnahme am Modellversuch MODUS F

## Bekannte Absolventen
- Andreas Bönte (* 1959), Fernsehjournalist[15]
- Gabriele Müller (* 1959), Kommunalpolitikerin
- Bertram Brenig (* 1959), Veterinärmediziner, Molekulargenetiker und Biotechnologe
- Johannes Richard Bogner (* 1960), Arzt, Infektiologe
- Aljoscha Andreas Long, geb. Schwarz (* 1961), Schriftsteller, Psychologe
- Andrea Sawatzki (* 1963), Schauspielerin
- Christoph Scheuerecker (* 1963), Autor und Künstler
- Michael Friedrich Zäh (* 1963), Professor für Werkzeugmaschinen und Fertigungstechnik
- Katharina Böhm (* 1964), Schauspielerin
- Albert Zink (* 1965), Anthropologe, Leiter des Gletschermumien-Instituts in Bozen[16]
- Boris Schneider-Johne (* 1966), ehemaliger Journalist
- Ulrich Schollwöck (* 1967), Professor für Theoretische Physik
- Bernhard Ulrich (* 1967), Schauspieler
- Claus Raible (* 1967), Jazzpianist[17]
- Carola Gschrey (* 1968), Schlagzeugerin
- Jess Jochimsen (* 1970), Kabarettist und Autor[18]
- Robert Niedergesäß (* 1971), Kommunalpolitiker, ortsansässiger Landrat und ehemaliger Bürgermeister[1]
- Daniel Müller-Schott (* 1976), Cellist[19]
- Tohru Nakamura (* 1983), Sternekoch[20]